# Flerskrovsbåtar

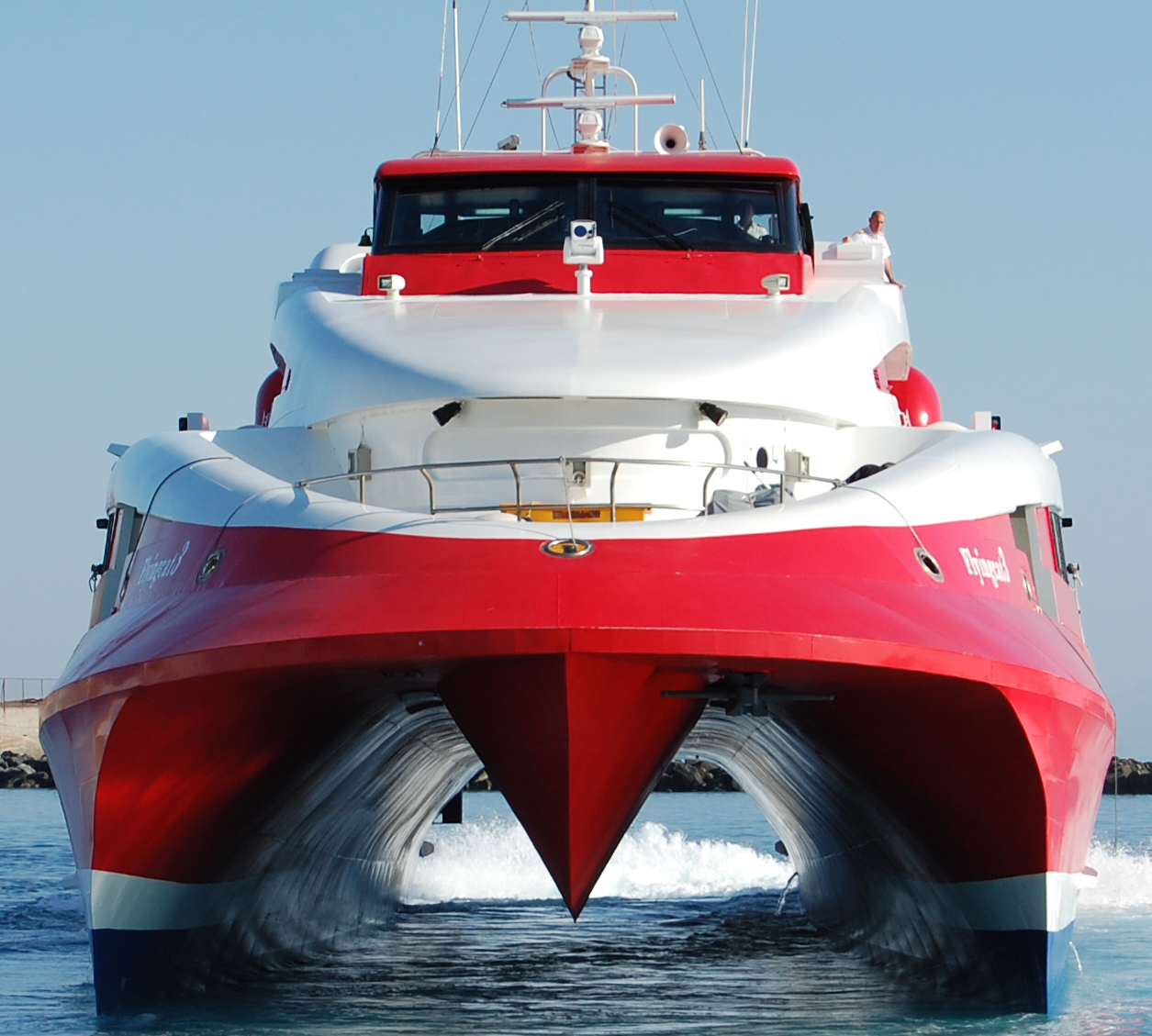
Motorkatamaran

Båtkonstruktioner med olika antal skrov

Flerskrovsbåtar är ett samlingsnamn för båtar med fler än ett skrov. En båt med två skrov kallas katamaran och en båt med tre skrov kallas trimaran. Termen flerskrovsbåtar används bland annat vid klassindelning vid tävlingar där handikappsystemet LYS används.